# برودانس هاليويل
برودانس هاليويل Prudence Halliwell التي تعرف أيضاً بـ برو هي شخصية خيالية ظهرت في المواسم الثلاثة الأولى من سلسلة المسحورات،   مثلت شانين دوهيرتي دورها، وابتكرتها كونستانس إم بيرج. 

## الخلفية
ولدت برودانس هاليويل في 28 أكتوبر 1971 لتكون المولودة الأولى لكل من باتريشيا هاليويل الساحرة وفيكتور بينيت البشري. وكساحرة فإن برو قد طورت قدرة تحريك الأشياء بالفكر.

في 24 مارس 1975 زارتها ذاتها المستقبلية، وفي نفس اليوم وقعت باتي عقداً مع مشعوذ يُدعى نيكولاس لتصنع من أجله خاتماً يحميه ضد قدرات بناتها. وفي نوفمبر من نفس العام بعد ولادة أختي برو، قامت جدتهن بينيلوبي هاليويل بحبس قواهن السحرية حتى لا يتمكن نيكولاس من قتلهن وسرقة هذه القوى، كما محت من عقول الفتيات ذكرى امتلاكهن لأي قوى سحرية.

في المدرسة الثانوية كانت برو تلميذة محبوبة وطاغية الشعبية، كما كانت تحصل على علامات عالية، وكانت رئيسة مجلس الطلبة، كما أنها كانت قائدة فريق المشجعات. وفي مرحلة ما من حياتها أصبحت متمردة، لكنها لم تتوقف عن تعلم كيفية تحمل المسئولية، وكيف تصبح حامية العائلة، صبت لأن تكون مصورة فوتوغرافية، وقد يكون هذا انعكاساً لحياتها السابقة في العشرينات من القرن العشرين كواحدة من خالات جدتها. وفي عمر العشرين تسببت في حادث سيارة ولامت نفسها بعدها بشكل مستمر لتسببها في دخول فيبي إلى المستشفى.

عندما ذهبتا إلى الجامعة سكنت برو وبايبر معاً في شقة في الساحل الشمالي. درست برو التاريخ، وكانت تلميذة مجتهدة، لكن أيضاً ذات شعبية طاغية في الجامعة، واعدت قائد فريق كرة القدم الذي أصبح بشرياً شيطانياً.

بقيت الفتاتان في شقة الساحل الشمالي حتى عام 1997 عندما مرضت جدتهما فاضطرتا إلى العودة إلى قصر العائلة، وخطبت برو إلى مديرها في العمل، وبدأت استعدادات الزفاف سائلة أختها بايبر أن تكون وصيفة الشرف، غير أن مديرها كان يتقرب وقتها من فيبي، وعندما فضح أمرهما ادعى أن فيبي هي من تقربت منه.
في ذلك الوقت أخذت لهن جدتهن صورة أمام البيت لتشدد على بقائهن معاً، وأعدت جرعة لحرمانهن من قواهن السحرية إلى الأبد، وذلك لإبقائهن معاً، لكن الجدة ماتت قبل أن تنفذ مخططها الذي كان رغبات ابنتها المتوفاة وأم الفتيات.

## اكتشاف الذات كإحدى المرصودات
امتلكت برو قواها بمزيج من الصدمة والغضب على شقيقتها فيبي التي لامتها لإجل إطلاق السحر، وابتدأت قدرتها على التحريك بتضييق عينيها بدافع الغضب، ثم استطاعت توجيه قدراتها بيديها، وفيما بعد امتلكت قدرة استخراج عقلها من جسدها بشكل كامل، ونقل ذاتها الداخلية.

و بكونها الشقيقة الكبرى فإنها رأت نفسها بصورة الأم للبيت، فكانت محافظة، حذرة، وكارهة للمفاجآت، وكانت مهمة التوفيق بينها وبين فيبي تقع غالباً على عاتق شقيقتهن الوسطى بايبر، حيث أن برو اعتبرت فيبي غير ناضجة، وغير مسئولة، كما لا يمكن التنبؤ بأفعالها. مع ذلك فإن علاقة الشقيقات ببعضهن تطورت تطوراً كبيراً خلال السنوات الثلاث التي عاشتها برو كساحرة تملك القدرة.

## حياتها الشخصية
بمجرد أن امتلكت برو قواها وجدت نفسها متورطة في قضايا قتل واختطافات واختفاءات وإيذاء لأناس أبرياء، هذا التواجد الدائم في مسرح الجرائم جعلها تقابل حبيب طفولتها وجارها آندي ترودو ضابط الشرطة بشكل مستمر.

تجدد حبهما وقررا رؤية بعضهما البعض ثانية لكن سر برو كساحرة أفسد علاقتهما، وكتجربة ألقت عليه تعويذة تسمح لها بأن تخبره الحقيقة عن نفسها وسينسى كل شيء عن ذلك في اليوم التالي لتختبر رد فعله على حقيقتها، وكانت ردة فعله غير مؤكدة لكن تميل لأن تكون سلبية فألغت العلاقة تماماً.

و بما أنها كانت تُرى كثيراً في مسرح الجرائم، ومنازل الضحايا والشهود، تزايدت شكوك آندي خصوصاً وأن الظروف والوقائع المحيطة قد ورطت الشقيقات في العديد من القضايا، وفي النهاية لم تجد برو بداً من إخبار آندي الحقيقة، ورغم أنه كان ميالاً لعدم التصديق إلا أنه اقتنع بالحقيقة، وأدرك الأسباب التي أفسدت علاقته ببرو، وما أن بدا أنهما يملكان فرصة للمتابعة سوية، ضحى بحياته لينقذ برو وشقيقتيها. 

قابلت برو أشخاصاً آخرين، كان منهم الشيطان بارباس، والذي قضت عليه في النهاية.

## حياتها المهنية
عملت في البداية في متحف التاريخ الطبيعي في سان فرانسيسكو مباشرة بعد إكمال دراستها الجامعية، وهناك قابلت روجر الذي أصبح رئيسها وخطيبها، وبعد أن انفصلت عنه وامتلكت قواها، انتقلت إلى دار مزادات باكلاند كخبيرة في المقتنيات الفنية القديمة. كان الدار محكوماً بقوى شيطانية خططت لدمار الأخوات، وبعد تدمير هذه القوى تابعت برو العمل في الدار لعامين، ثم تركت العمل لتنضم إلى مجلة 415 حيث أصبحت واحدة من أفضل المصورات الفوتوغرافيات، وحققت حلم طفولتها.
فا

## حياة المسحورات
كونها المولودة الأولى، ورثت برو معظم قوى عائلتها، الأمر الذي جعلها الساحرة الأقوى، وجعلها غير قابلة للقهر تقريباً. 

عانت من مشاكل في التوفيق بين عملها وحياتها كواحدة من المسحورات طوال حياتها كساحرة، وبمرور الوقت أصبحت ساحرة أكثر قوة، وأصبح يشار إليها في كثير من الأحيان على أنها «الساحرة الخارقة» و«أعجوبة» العائلة. وقد يرجع هذا إلى أنه عند موت أمها في طفولتها فإنها اعتنت بشقيقتيها بايبر وفيبي، كما أنها كانت الأكثر ألفة مع كتاب الظلال الذي كانت تدرسه باستمرار لتتعرف على مزيد من الشياطين وكيفية قهرهم.

كأقوى المسحورات فإنها غالباً ما استهدفت بواسطة المشعوذين والشياطين الراغبين في تدمير الأخوات، واختطفها المشعوذ زايل ليتزوجها بينما كانت في غيبوبة، وقامت كاهنة الشر دانتاليان بتزويجهما، وبناء على هذه الرابطة المقدسة المظلمة، فإن برو أصبحت شريرة، وكذلك شقيقاتها وكتاب الظلال، وما أن دُمر زايل، أطلق الشر سراحها.

بالإضافة إلى قدراتها الموروثة فإنها طورت قدرة على القتال باستخدام الفنون القتالية، وكانت معركتها الأولى مع شيطان بدون استخدام قواها السحرية في الموسم الثالث، وبمرور الموسم فإنها قد كشفت عن مزيد ومزيد من القدرات القتالية التي أدهشت حتى فيبي التي اعتبرت الوحيدة بين الثلاثي التي تجيد الفنون القتالية، ولم تكشف السلسلة عن كيفية تعلم برو للقتال.

عانت برو العديد من المشاكل السحرية حتى مع الكيانات غير السحرية، فقد اتهمت بارتكاب جريمة قتل، وطاردتها الشرطة في زفاف أختها بايبر، كما اقتحم الشخص الذي كانت تحاول حمايته حفلة الزفاف بدراجة نارية لينقذها.

و كذلك فإنها عانت من تعاويذ شقيقتيها اللتين حولتاها مرة إلى رجل يسمى ماني عندما هاجمت سقوبة سان فرانسيسكو لتصطاد الرجال، واستطاعت فيبي رؤيتهم يقتلون، فجرت السقوبة لمحاولة إغوائها ومن ثم قتلها، وقامت مع شقيقاتها بتدميرها.

و عندما اكتشفت الشقيقات وجود بانشي، تلت الشقيقتان تعويذة لتعقب البانشي الصارخة حولت برو إلى كلبة.

## موت برو
كان موت برو عاقبة نهائية للحلقة الأخيرة في الموسم الثالث، حيث انفضح سر الشقيقات، ومن ثم أعيد الزمن إلى البداية، فقد خُدعت برو وبايبر بواسطة مصدر الشر لتقوما بقتال الشاكس خارج المنزل حيث صورتهما قناة تلفزيونية وبثت الصور، لينفضح السحر، وتنفضح الساحرات والشياطين، وعالم الخير والشر، الأمر الذي يريد جانبا الأخيار والأشرار معاً تجنبه مهما كانت الخسائر.

و بقتل بايبر على يد إحدى الراغبات في أن تكون ساحرة، وتحديد برو كهدف للقتل على يد قناص، لم يكن لدى فيبي وليو وايات وكول تيرنر أي خيار سوى عقد صفقة مع المصدر ليأمر الشيطان تيمبوس بإعادة الزمن يوماً أرضياً واحداً، حيث كانت برو وبايبر تواجهان الشاكس لحماية شخص بريء.

خدع المصدر فيبي وليو وكول محتفظاً بهم، وآذى الشاكس برو وبايبر، وبسبب خدعة المصدر فإن ليو لم يتمكن من الصعود في الوقت المناسب إلا لإنقاذ بايبر تاركاً برو التي كانت إصاباتها أكثر خطورة لتموت.

و برغم أن الأخوات يذهبن إلى مستقبلهن في الموسم الثاني، حيث تتطور قدرات فيبي وتتهم بجريمة قتل، وتكون بايبر قد تزوجت ليو وطلقت منه، وبرو امتلكت دار باكلاند وأصبحت امرأة شهيرة، ومضي الموسم قدماً باتجاه تحقيق هذه الأقدار بعد أن تعلمت الأخوات ألا يستخدمن قواهن للانتقام، فإنه وبشكل مفاجئ فإن مصير برو قد تغير في الموسم الثالث، ودفعت الأحداث باتجاه موتها، فقد أصبحت قادرة على رؤية هالة الموت حول الأشخاص القريبين من الموت، الأمر الذي يبشر بقرب موتها، كما أنها الوحيدة من بين الشقيقات، التي رأت الموت، دون أن يراه سواها، وقاتلته حتى تعلمت احترامه، الموت ليس خيراً ولا شريراً، إنه الموت. فقط.

أعلمها الموت بأنها التالية على قائمته، ومع ذلك فإن موتها بقي مُعلقاً وملغزاً.

## بعد الموت
بعد موت برو لم تظهر أبداً لأخواتها، ووفقاً للجدة فإنها لا تزال تتكيف مع موتها، وظهورها لبايبر سيقنعها بأنها لا تزال حية، ويحرم بايبر من مواصلة طريقها.

لم تظهر برو ثانية بعد موتها